# Lista de reitores da Universidade Federal de Viçosa
Esta é uma lista de reitores da Universidade Federal de Viçosa.

## Diretores daESAV(Escola Superior de Agricultura e Veterinária)
| nº | Nome                           | Período                                          | Unidade de origem |
| 1  | Peter Henry Rolfs              | 1º de agosto de 1927 a 1º de fevereiro de 1929   |                   |
| 2  | João Carlos Bello Lisbôa       | 1º de fevereiro de 1929 a 21 de janeiro de 1936  |                   |
| 3  | Sócrates Renan de Faria Alvim  | 12 de fevereiro de 1936 a 24 de dezembro de 1936 |                   |
| 4  | John Benjamin Griffing         | 24 de dezembro de 1936 a 5 de julho de 1939      |                   |
| 5  | Geraldo Gonçalves Carneiro     | 15 de janeiro de 1940 a 11 de setembro de 1944   |                   |
| 6  | José de Mello Soares de Gouvêa | 11 de setembro de 1944 a 20 de dezembro de 1946  |                   |
| 7  | Antônio Secundino São José     | 16 de fevereiro de 1947 a 23 de janeiro de 1951  |                   |

## Reitores daUREMG(Universidade Rural do Estado de Minas Gerais)
| nº | Nome                            | Período                                       | Unidade de origem |
| 8  | Joaquim Fernandes Braga         | 7 de setembro de 1949 a 15 de outubro de 1956 |                   |
| 9  | Lourenço Menicucci Sobrinho     | 27 de abril de 1957 a 20 de novembro de 1959  |                   |
| 10 | Geraldo Oscar Domingues Machado | 20 de novembro de 1959 a 4 de julho de 1962   |                   |
| 11 | Flamarion Ferreira              | 4 de julho de 1962 a 28 de outubro de 1964    |                   |
| 12 | Edson Potsch Magalhães          | 28 de outubro de 1964 a 16 de julho de 1971   |                   |

## Reitores daUFV(Universidade Federal de Viçosa)
| nº | Nome                            | Período                                         | Unidade de origem |
| 12 | Edson Potsch Magalhães          | 28 de outubro de 1964 a 16 de julho de 1971     | DER               |
| 13 | Erly Dias Brandão               | 16 de julho de 1971 a 11 de março de 1973       | DER               |
| 14 | Antônio Fagundes de Souza       | 8 de março de 1974 a 8 de março de 1978         | DER               |
| 15 | Paulo Mário Del Giudice         | 8 de março de 1978 a 24 de novembro de 1981     | DEA               |
| 16 | Antônio Fagundes de Souza       | 13 de julho de 1982 a 31 de agosto de 1984      | DER               |
| 17 | Geraldo Martins Chaves          | 31 de agosto de 1984 a 30 de agosto de 1988     | DFP               |
| 18 | Antônio Fagundes de Souza       | 23 de setembro de 1988 a 23 de setembro de 1992 | DER               |
| 19 | Antônio Lima Bandeira           | 9 de outubro de 1992 a 9 de outubro de 1996     | DER               |
| 20 | Luiz Sérgio Saraiva             | 9 de outubro de 1996 a 9 de outubro de 2000     | DBG               |
| 21 | Evaldo Ferreira Vilela          | 1º de novembro de 2000 a 1º de novembro de 2004 | DBA               |
| 22 | Carlos Shigueyuki Sediyama      | 8 de novembro de 2004 - 8 de novembro de 2008   | DFT               |
| 23 | Luiz Cláudio Costa              | 11 de novembro de 2008 - 18 de janeiro de 2011  | DEA               |
| 24 | Nilda de Fátima Ferreira Soares | 24 de maio de 2011 - 26 de maio de 2019         | DTA               |
| 25 | Demetrius David da Silva        | 28 de maio de 2019 - atualidade                 | DEA               |